# Mutara III. Rudahigwa

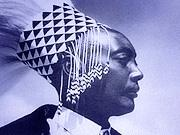
Mutara Rudahighwa

Mutara Rudahighwa der Dritte (* März 1911 in Nyanza; † 25. Juli 1959 in Usumbura) war ein König von Ruanda.

## Auszeichnungen
- Großmeister und Großkreuz des ruandischen Löwenordens (1947)
- Großkreuz von Belgier Orden Leopolds II. (1955, Kommandeur 1947)
- Großoffizier des päpstliche Gregoriusorden (1947)[3]